# Acrotomodes nigripuncta
Acrotomodes nigripuncta es una especie de polilla perteneciente a la familia Geometridae, descrita por primera vez por el lepidopterólogo inglés William Warren en 1897 con distribución en Venezuela. El holotipo de la especie fue descrita en la ciudad fronteriza de Cúcuta, al pie de los Andes.

## Descripción
Es una polilla mediana, con una envergadura de 32 milímetros (1,3 plg). Las alas anteriores son color rojo ladrillo brillante, con átomos grises y negros dispersos. La costa del ala es gris rosácea con una doble mancha negra en la costa justo antes del ápice, seguida de una mancha gris. Cuenta con flecos que son del mismo color grisáceo. Las alas posteriores son completamente rojo ladrillo, con algunas escamas oscuras. La parte inferior de las alas es más pálida, las manchas grises son más gruesas y se limitan a las alas anteriores y la zona costal de las alas posteriores. 
La cabeza, tórax y abdomen son del mismo color rojizo mientras que el vértice, la base de la patagia y del abdomen son blanquecinos.